# Anton Brugger (Kriegsdienstverweigerer)
Anton Brugger (* 9. April 1911 in Kaprun; † 3. Februar 1943 im Zuchthaus Brandenburg an der Havel) war ein reform-adventistischer Kriegsdienstverweigerer im Zweiten Weltkrieg.

## Leben

### Junge Jahre
Anton Brugger wuchs als Einzelkind in einfachen Verhältnissen auf. Seine Eltern waren traditionell katholisch. Deshalb gaben sie ihm den zweiten Vornamen Benedikt. Vater Anton arbeitete als Bergmann. Seine Mutter Elisabeth erzog ihn, wie im Pinzgau üblich, im römisch-katholischen Glauben. Bereits als Schüler fiel er durch seine Friedfertigkeit und einen ausgeprägten Sinn für Gerechtigkeit auf. In Wien erlernte er anschließend den Beruf des Konditors.
Wahrscheinlich schon in den 1920er Jahren kam er erstmals mit den Reformadventisten in Kontakt. Die Reformadventisten, organisiert unter dem Namen Internationale Missionsgesellschaft der Siebenten-Tags-Adventisten, Reformationsbewegung, lehnen aus biblischen Gründen den Wehr- und Kriegsdienst grundsätzlich ab. Sie wurden zur Zeit des Ersten Weltkriegs von der Mutterkirche der Siebenten-Tags-Adventisten wegen Ablehnung des Kriegsdienstes ausgeschlossen und teilweise denunziert. Im Jahre 1934 schloss sich Anton Brugger durch die Gläubigentaufe im Wörthersee den Reformadventisten an.
Von 1934 bis 1937 arbeitete er als adventistischer Buchevangelist und verbreitete christliche Schriften. Gleich zu Beginn dieser in Österreich als illegal geltenden Arbeit wurde er wegen „Hausierens mit Druckschriften“ und „Beleidigung der gesetzlich anerkannten katholischen Kirche“ durch „Herabsetzung ihrer Gebräuche wie Rosenkranzbeten und Marienkult“ angeklagt und zu „drei Wochen strengen Arrests“ verurteilt. Jedoch ließ er sich durch diesen „Zwischenfall“ nicht entmutigen und arbeitete beharrlich als Buchevangelist weiter.

### Verhaftung und Ermordung
Nach Kriegsbeginn floh Brugger nach Italien, da er als gläubiger Christ nicht am Krieg teilnehmen wollte. In Triest lernte er Ester Karis kennen und lieben und verlobte sich wenige Zeit später mit ihr. Nach verschiedenen Versuchen, zusammen mit Ester von Italien aus nach Übersee zu kommen, wurde Anton Brugger 1940 in Mailand festgenommen und am 16. Juni 1940 nach Österreich abgeschoben. In Salzburg fand er in der Konditorei Fürst (Erfinder der Mozartkugeln) eine Anstellung. Am 5. November 1940 wurde er in Untersuchungshaft genommen und am 14. März 1941 wegen seiner „wehrfeindlichen Einstellung“, eines „Verbrechens nach § 3 der Verordnung zur Ergänzung der Strafvorschriften zum Schutzes der Wehrkraft des deutschen Volkes“ vom Sondergericht Salzburg zu zwei Jahren Haft verurteilt. Ihm wurde vorgeworfen, im Rahmen seiner Missionstätigkeit als Reformadventist antimilitärische Propaganda betrieben zu haben. Zur Verbüßung dieser Strafe wurde Anton Brugger am 16. April 1941 ins Lager Rollwald, das Stammlager II des Lagers Rodgau-Dieburg verlegt. Seine Verlobte Ester Karis durfte ihn im Gefangenenlager Rollwald im September 1941 ein einziges Mal für exakt 15 Minuten besuchen. Später wurde er im Außenlager bei der Firma Gabriel Gerster AG, Mainz eingesetzt.
Im November 1942 wurde er, noch als Häftling, zwangsweise zur Wehrmacht eingezogen und zur Ausbildung auf den württembergischen Truppenübungsplatz Heuberg zur Artillerie-Abteilung 961 verlegt. Da er sich jedoch an das biblische Gebot „Du sollst nicht töten“ gebunden fühlte, verweigerte er bei seiner Einheit den Dienst an der Waffe. Folglich wurde er dem Reichskriegsgericht in Berlin vorgeführt. Als gläubiger Reformadventist war für Anton Brugger die Bibel maßgebend. Als überzeugter Christ wollte er keinen Menschen töten bzw. am Krieg teilnehmen.
Am 5. Januar 1943 wurde er vom 2. Senat des Reichskriegsgerichts in Berlin wegen Zersetzung der Wehrkraft zum Tode verurteilt. Kurze Zeit später hörte seine Mutter Elise vom Todesurteil. Sie reiste mit einer Freundin nach Berlin. Sie wollte ihn umstimmen, um das Todesurteil vielleicht noch abwenden zu können. Anton Brugger, von der harten Haft gezeichnet, begrüßte seine Mutter mit den Worten: „Mutter, geh' auch diesen Weg. Dann gibt es ein Wiedersehen.“ Seine aus dem Gefängnis geschriebenen Briefe an seine Mutter und seine Verlobte Esther Karis sind erhalten geblieben. Am 3. Februar 1943 wurde Anton Brugger als siebter Reformadventist im Zuchthaus Brandenburg an der Havel im Alter von 32 Jahren enthauptet. Sein Glaubensbruder Viktor Pacha aus Oberschlesien folgte ihm einen Monat später. Anton Bruggers Mutter erfüllte den Wunsch ihres Sohnes und schloss sich nach dem Kriege den Reformadventisten, der Glaubensgemeinschaft ihres Sohnes, an und blieb dort bis zu ihrem Tode am 24. März 1949.

### Würdigung
Im Jahre 1947 errichtete die Stadt Brandenburg am nördlichen Fuße des Marienbergs ein Ehrenmal. Von 365 Hingerichteten wurde die Asche in der Nähe des Mahnmals beigesetzt. Auf vier Grabplatten wurden die Namen der beigesetzten Menschen eingelassen. Neben Anton Brugger werden noch zwei weitere Reformadventisten, Ludwig Pfältzer und Viktor Pacha, auf diesen Tafeln gewürdigt. Am 19. April 2013 wurde zu Ehren Anton Bruggers ein Stolperstein in Salzburg, Josef-Schwer-Gasse 8, verlegt.

## Vergleich mit anderen Kriegsdienstverweigerern
Aus gleichem Grund und am gleichen Ort wie Anton Brugger wurde wenige Monate später Franz Jägerstätter, ebenfalls Österreicher, exekutiert. Im Gegensatz zum katholischen Jägerstätter zählt Brugger zu den kaum bekannten reformadventistischen Kriegsdienstverweigerern und Opfern des Nationalsozialismus.
Anton Brugger war einer der wenigen Menschen, die während des Zweiten Weltkrieges für ihre biblische Überzeugung in den Tod gingen. Sieben bis elf Reformadventisten (die genaue Zahl ist noch nicht bekannt) wurden während der NS-Diktatur wegen Kriegsdienstverweigerung aus religiösen Gründen verurteilt und hingerichtet. Neben den 250 hingerichteten Zeugen Jehovas, die als religiöse Gemeinschaft den geschlossensten Widerstand leisteten, „sind besonders die Reformadventisten zu erwähnen, die ... die einzige religiöse Gruppe im Dritten Reich darstellen, die einen mehr oder weniger geschlossenen Widerstand leisteten. ... Von allen protestantischen Freikirchen weisen die Reformadventisten im Dritten Reichs sowohl die höchste Zahl von Märtyrern als auch von Kriegsdienstverweigern auf“.